# Данте Ферретті
Да́нте Ферре́тті (італ. Dante Ferretti, італійська вимова: [ˌdante ferˈretti]; нар. 26 лютого 1943, Мачерата, Італія) — італійський художник кіно, артдиректор та художник по костюмах. Лауреат понад 70-ти національних та міжнародних професійних кінонагород, в томи числі премій «Оскар», BAFTA та «Давид ді Донателло», кавалер ордена «За заслуги перед Італійською Республікою».

## Біографія
Данте Ферретті народився 26 лютого 1943 року в місті Мачерата, Італія, в родині виробника меблів. Професійну освіту здобув у Римському інституті витончених мистецтв.
За час своєї кар'єри в кіно Ферретті працював з багатьма видатними кінорежисерами, як американськими так і італійськими, серед яких П'єр Паоло Пазоліні, Федеріко Фелліні, Террі Гілліам, Франко Дзефіреллі, Мартін Скорсезе, Френсіс Форд Коппола, Ентоні Мінгелла та Тім Бертон. Він часто співпрацює з дружиною, дизайнером Франческою Ло Ск'яво.
Данте Ферретті був протеже Федеріко Фелліні і працював над п'ятьма його фільмами. Він також п'ять разів співпрацював з П'єр Паоло Пазоліні, а потім мав дуже тісні професійні відносини з Мартіном Скорсезе, працюючи над сімома його останніми фільмами.
У 2008 році Ферретті розробив декорації для опери Говарда Шора «Політ», поставленою режисером Девідом Кроненбергом в паризькому театрі Шатле.
Данте Ферретті отримав три нагороди «Оскар» за найкращу роботу художника-постановника у фільмах «Авіатор», «Свіні Тодд» та «Хранитель часу» та був номінований на «Оскара» ще вісім разів. Крім того, Ферретті був номінований за найкращий дизайн костюмів за фільм Мартіна Скорсезе «Кундун». Він також здобув чотири нагороди BAFTA та п'ять італійських національних кінопремій «Давид ді Донателло».
3 травня 2005 року Данте Ферретті був нагороджений орденом «За заслуги перед Італійською Республікою».

## Фільмографія
| Фільми | Фільми                                     | Фільми                                             | Фільми |
| Рік    | Українська назва                           | Оригінальна назва                                  | Нагороди та номінації |
| ------ | ------------------------------------------ | -------------------------------------------------- | --- |
| 1963   | Шахраї                                     | Gli imbroglioni                                    | |
| 1965   | Сьогодні, завтра, післязавтра              | Oggi, domani, dopodomani                           | |
| 1966   | Ель Греко                                  | El Greco                                           | |
| 1969   | Медея                                      | Medea                                              | |
| 1970   | Декамерон                                  | Il Decameron                                       | |
| 1971   | Робітничий клас іде в рай                  | The Working Class Goes to Heaven                   | |
| 1972   | Кентерберійські оповідання                 | The Canterbury Tales                               | |
| 1972   | Помісти чудовисько на першу смугу          | Sbatti il mostro in prima pagina                   | |
| 1974   | Десь за кохання                            | Somewhere Beyond Love                              | |
| 1974   | Квітка тисячі й однієї ночі                | Arabian Nights                                     | |
| 1975   | Сало, або 120 днів Содому                  | Salò, or the 120 Days of Sodom                     | |
| 1976   | Тодо модо                                  | Todo modo                                          | |
| 1977   | Президентка                                | La Presidentessa                                   | |
| 1977   | Чудовисько                                 | Il mostro                                          | |
| 1977   | Хатина                                     | Beach House                                        | |
| 1978   | Прощавай, самець                           | Bye Bye Monkey                                     | |
| 1978   | Репетиція оркестру                         | Orchestra Rehearsal                                | |
| 1980   | Місто жінок                                | La città delle donne                               | ★ Премія «Срібна стрічка» за найкращу роботу художника-постановника |
| 1981   | Мінестроне                                 | Il minestrone                                      | |
| 1981   | Шкіра                                      | The Skin                                           | |
| 1981   | Історія звичайного безумства               | Tales of Ordinary Madness                          | |
| 1982   | Новий світ                                 | That Night in Varennes                             | ★ Премія «Давид ді Донателло» за найкращу роботу художника |
| 1982   |                                            | Beyond the Door                                    | |
| 1983   | І корабель пливе…                          | E la nave va                                       | ★ Премія «Давид ді Донателло» за найкращу роботу художника ★ Премія «Срібна стрічка» за найкращу роботу художника-постановника                                                                                |
| 1984   | За дверима                                 | Le bon roi Dagobert                                | |
| 1986   | Джинджер і Фред                            | Ginger and Fred                                    | ★ Премія «Срібна стрічка» за найкращу роботу художника-постановника |
| 1986   | Ім'я троянди                               | Der Name der Rose                                  | ★ Премія «Давид ді Донателло» за найкращу роботу художника ★ Премія «Срібна стрічка» за найкращу роботу художника-постановника                                                                                |
| 1988   | Пригоди барона Мюнхгаузена                 | The Adventures of Baron Munchausen                 | ★ Премія BAFTA за найкращу роботу художника-постановника ★ Премія «Срібна стрічка» за найкращу роботу художника-постановника Номінація на премію «Оскар» за найкращу роботу художника-постановника            |
| 1990   | Голоси Місяця                              | The Voice of the Moon                              | ★ Премія «Давид ді Донателло» за найкращу роботу художника |
| 1990   | Гамлет                                     | Hamlet                                             | Номінація на премію «Оскар» за найкращу роботу художника-постановника |
| 1993   | Епоха невинності                           | The Age of Innocence                               | ★ Премія «Срібна стрічка» за найкращу роботу художника-постановника Номінація на премію «Оскар» за найкращу роботу художника-постановника Номінація на премію BAFTA за найкращу роботу художника-постановника |
| 1994   | Інтерв'ю з вампіром: хроніка життя вампіра | Interview with the Vampire: The Vampire Chronicles | ★ Премія BAFTA за найкращу роботу художника-постановника ★ Премія «Срібна стрічка» за найкращу роботу художника-постановника Номінація на премію «Оскар» за найкращу роботу художника-постановника            |
| 1995   | Казино                                     | Casino                                             | ★ Премія «Срібна стрічка» за найкращу роботу художника-постановника |
| 1997   | Кундун                                     | Kundun                                             | Номінація на премію «Оскар» за найкращий дизайн костюмів Номінація на премію «Оскар» за найкращу роботу художника-постановника                                                                                |
| 1998   | Знайомтеся — Джо Блек                      | Meet Joe Black                                     | |
| 1999   | Воскрешаючи мерців                         | Bringing Out the Dead                              | ★ Премія «Срібна стрічка» за найкращу роботу художника-постановника |
| 1999   | Тит                                        | Titus                                              | ★ Премія «Срібна стрічка» за найкращу роботу художника-постановника |
| 2002   | Банди Нью-Йорка                            | Gangs of New York                                  | ★ Премія «Срібна стрічка» за найкращу роботу художника-постановника Номінація на премію «Оскар» за найкращу роботу художника-постановника Номінація на премію BAFTA за найкращу роботу художника-постановника |
| 2003   | Холодна гора                               | Cold Mountain                                      | |
| 2004   | Авіатор                                    | The Aviator                                        | ★ Премія «Оскар» за найкращу роботу художника-постановника ★ Премія BAFTA за найкращу роботу художника-постановника ★ Премія «Срібна стрічка» за найкращу роботу художника-постановника                       |
| 2005   | Витончене мистецтво любові                 | The Fine Art of Love: Mine Ha-Ha                   | |
| 2006   | Чорна орхідея                              | The Black Dahlia                                   | ★ Премія «Срібна стрічка» за найкращу роботу художника-постановника |
| 2007   | Свіні Тодд                                 | Sweeney Todd: The Demon Barber of Fleet Street     | ★ Премія «Оскар» за найкращу роботу художника-постановника |
| 2010   | Острів проклятих                           | Shutter Island                                     | |
| 2011   | Хранитель часу                             | Hugo Cabret                                        | ★ Премія «Оскар» за найкращу роботу художника-постановника ★ Премія BAFTA за найкращу роботу художника-постановника ★ Премія «Срібна стрічка» за найкращу роботу художника-постановника                       |
| 2014   | Сьомий син                                 | Seventh Son                                        | |
| 2015   | Попелюшка                                  | Cinderella                                         | |
| 2016   | Мовчання                                   | Silence                                            | |
| 2023   | Вбивці місячної квітки                     | Killers of the Flower Moon                         | |